# カワネジガイ
カワネジガイ（川螺子貝、川螺旋貝）、学名 Camptoceras terebra hirasei は、有肺目ヒラマキガイ科に分類される巻貝の一種。巻きが解けたような独特の形の貝殻をもつ淡水性の巻貝である。近年生息環境の悪化などに伴い激減しており、日本では環境省レッドリストで「絶滅危惧IA類(CR)」に指定され、絶滅の危機にある動物の一つとされている。

## 形態
殻高10mm前後、殻幅3mm前後で、細長い左巻きの殻をもつ。殻の巻きは半ば解け、捩れたようになる。螺塔は3.5-4層で肩と殻底側にそれぞれ明瞭な角張がある。殻質は薄く、殻色は薄黄色～薄茶色で特に模様や彫刻はなく、僅かな成長脈があるのみで、生時は泥などに覆われ黒っぽく見える。蓋はない。日本国内の淡水域には本種と外見が近似する種が生息していないため、種の識別は容易である。
日本産の模式産地は大阪府で、亜種 C. t. hirasei として区別されているが、インドなどに分布する基亜種C. t. terebraとの差異はあまりなく、同種とされることもある。亜種名の"hirasei"は、日本における貝類学の発展に寄与した平瀬與一郎に対する献名である。和名のカワネジガイとは、「川に棲むねじれた貝」という意味であり、平瀬が命名した。

## 生態
生息環境としてはヨシやマコモ、オニバスといった抽水植物が豊富に存在する、自然度の高い池や沼などの止水域・半止水域を好む。また水質の悪化や富栄養化が起こっていない事も必須の条件である。そのような池沼では、水深1m程に生息し、抽水植物の茎などに付着していることが多い。
本種の生態、特に生活環については不明な点が多いが、餌は落ち葉や枯れ枝などの植物質で、飼育下では6月頃、野外では温暖期に産卵し、4-8個の卵の入った寒天質状の卵塊を産み付ける様である。その後、ある程度時間をかけて成長・成熟し繁殖するが、寿命は比較的短く、繁殖力も弱いものと思われる。

## 発見と命名の経緯
1911年（明治44年）10月、小学校教員で在野の貝類研究家であった吉良哲明（吉良竜夫の父）が、大阪府北河内郡諸堤村（現：大阪市鶴見区）へ転勤した際に、寝屋川に沿った五ヶ庄川で毎年行われていた藻刈の際に発見した。吉良は平瀬與一郎に鑑定を依頼し、新種であるとの評価を受け、「モノアラガヒモドキ」と命名し、小中学校の理科教員を主な読者とする雑誌『理学界』に発表した。
ところが、平瀬與一郎や平瀬介館は新種として記載せず、貝類研究者の岩川友太郎はCamptoceras terebra Bensonに同定した。新種として記載したのはアメリカのブライアント・ウォーカーで、平瀬から送られてきた貝の1つであったことから、Camptoceras terebra hiraseiと平瀬に献名した。また、和名は平瀬の命名したカワネジガイが定着した。以後、吉良は自著の中でも「カワネジガイ」と記載しており、なぜ自身が命名した「モノアラガヒモドキ」を主張しなかったのかは不明である。

## 利用
種の性質などから何かに利用されることはまずないが、例外として本種の奇妙な形状や希少性などから貝類収集の対象となることもある。そのため、新たな生息地が発見された際に具体的な生息地名が公表されると採集圧によって、生育が脅かされる可能性もある。

## 分布
日本では本州・四国・九州に分布し、数十箇所の生息地が確認されているが、確認後再確認ができないことや、新たな生息地が確認されることも多いため、正確な分布は不明である。この様に分布が定まらない理由としては、元々種の消長が極めて激しい種類であることや、小型で採集し難い事などが挙げられる。どちらにせよ本種の生息に適した環境は河川改修や生活排水の流入などにより減少しており、本種は絶滅の危機に瀕しているといえる。比較的近年では、兵庫県などで生息が確認されている。

### 日本における生息状況
- 絶滅危惧IA類 (CR)（環境省レッドリスト）

- 各府県別レッドリスト
  - 絶滅 - 山形県・埼玉県・愛知県・福井県・大阪府・和歌山県・香川県
  - 絶滅危惧I類 - 新潟県・群馬県・岐阜県・滋賀県・京都府・兵庫県・岡山県
  - 情報不足 - 青森県

各県が独自に纏めたレッドリストなどの調査では、7府県で絶滅、さらに7府県で絶滅寸前とされている。但し先述の通り生息地の正確な把握・確認が進んでいるとは言えず、たとえば岐阜県は過去に一件の記録があるのみである。